# Turnham Green (métro de Londres)
Turnham Green est une station du métro de Londres. La station est sur la District line et la Piccadilly line en zones 2 et 3.

## À proximité
Au nord de la station, dans le quartier de Bedford Park, se trouve l'église anglicane de St Michael and All Angels (en) (Saint-Michel et tous les Anges), désignée par Norman Shaw en 1879. Sa flèche est visible des quais de la station.
À environ 1 km au sud de la station se trouve, au sein de son parc, la villa et maison historique de Chiswick House.